# Cyborg 009 – The End of the Beginning
Cyborg 009 – The End of the Beginning ist ein japanischer Film des Regisseurs Koichi Sakamoto aus dem Jahr 2013, basierend auf dem gleichnamigen Manga von Shōtarō Ishinomori.

## Handlung
In einer alternativen Realität sind der West- und der Ostblock seit 140 Jahren in einen kalten Krieg verwickelt. Zwischen den beiden Grenzen liegt J-Land, das durch innere Konflikte zerrüttet ist und von kriminellen Banden beherrscht wird. Mylene Hoffman arbeitet mit drei weiteren Agenten für die Abteilung 009-1 des Westens. Sie wurde nach ihrer traumatischen Kindheit von der Agency aufgenommen und als Spionin ausgebildet sowie mit der technischen Ausstattung einschließlich eingebauter Waffen versehen, die sie zu einem Cyborg macht. Das Team um Mylene erhält den Auftrag, die entführte Wissenschaftlerin Dr. Klein zu finden und befreien. Dr. Klein war auch Schöpferin der Cyborg-Technologie und daher wie eine Mutter für Mylene, die sich während der Mission immer mehr an ihre Vergangenheit erinnert.

## Produktion
Die Adaption als Realfilm kam am 7. September 2013 in die japanischen Kinos. Der Film entstand unter der Regie von Koichi Sakamoto und nach einem Drehbuch von Keiichi Hasegawa. Die Musik komponierte Yasuhiro Misawa. Die Hauptrolle übernahm Mayuko Iwasa.

## Veröffentlichung
Der Film kam am 7. September 2013 in die japanischen Kinos. In Deutschland wurde der Film 2015 von Universum Anime auf Deutsch veröffentlicht.

## Rezeption
Das Lexikon des internationalen Films schreibt, die Realverfilmung würde „den Gehalt der Vorlage banalisier[en] und sie auf die Zurschaustellung wohl geformter Frauenkörper in hautengen Overalls reduzier[en], die möglichst spektakulär in Kampfhandlungen verwickelt werden.“ Laut der Zeitschrift AnimaniA macht der Film „dem ebenso Fanservice- wie Action-lastigen Original“ „alle Ehre“. Besonders die attraktiven Schauspielerinnen und ihre aufreizenden Kostüme werden gelobt. Die Computeranimationen seien „nicht auf Weltklasseniveau, allerdings hat man […] schon Schlimmeres gesehen“. Die Action sei „im expliziten Japano-Stil mit sprudelnden Blutfontänen inszeniert“ und zwischendrin überrasche der Film mit stilvoll gefilmten Passagen. Für Fans „einfach gestrickter Sci-Fi-Action mit überzeichneten Schurken und Ecchi-Schauwerten“ sei der Film empfehlenswert.